# Seznam ameriških zdravnikov
Seznam ameriških zdravnikov.

## A
Patch Adams - Peter Agre - Tenley Albright - Walter C. Alvarez - Marcia Angell - Virginia Apgar - Frank Arko - John Light Atlee - Oswald Avery -

## B
David Baltimore - Neal D. Barnard - Josiah Bartlett - Charles R. Baxter - William Beaumont - Hermann Biggs - Forrest Bird - Elizabeth Blackwell - Baruch S. Blumberg - John R. Brinkley - Lafayette Bunnell - David D. Burns - 

## C
Donald E. Campbell - Benjamin Castleman - Ralph Bingham Cloward - Tom Coburn - Stanley Cohen (zdravnik) - Stanley N. Cohen - Rebecca Cole - Frederick Cook - Robert Cooke - Denton A. Cooley (1920-2016) - André Frédéric Cournand - Michael Crichton - George Washington Crile - Rebecca Crumpler - Harvey Cushing -

## D
William Dameshek - Michael E. DeBakey - Howard Dean - Judith Steinberg Dean - Marian Diamond (1926-2017) - Thomas Anthony Dooley - Henry Draper - Solomon Drowne - Jonathan Drummond-Webb - Rolla Dyer - 

## E
Charles Eastman - Roger O. Egeberg - Joycelyn Elders - Matilda Evans - James Ewing - 

## F
Livingston Farrand - Anthony Stephen Fauci - Henry Martyn Field - Thomas Francis mlajši - Howard O. Frazier - Bill Frist - Freddie Fu - 

## G
Robert Gallo - Julie Gerberding - Phil Gingrey - Ernest William Goodpasture - William C. Gorgas - Igor Gregorič - Roger Guillemin - Sanjay Gupta - 

## H
William Stewart Halsted - Tinsley Randolph Harrison - Eric Heiden - Henry Heimlich - James Herrick - Ahvie Herskowitz - Hamilton E. Holmes - Oliver Wendell Holmes- William Hurwitz -

## J
Abraham Jacobi - John Jeffries - Halle Tanner Dillion Johnson - Harriet B. Jones - Walter Jones (Virginija) - 

## K
Jack Kevorkian - Charles Knowlton - Alfred G. Knudson - C. Everett Koop - Adam Kuhn -

## L
Abel Lajtha ? - Susan La Flesche Picotte - C. Walton Lillehei - William Randolph Lovelace II. - 

## M
Joseph B. Martin - Charles Horace Mayo - William James Mayo - Hunter McGuire - John McKinly - Hugh Mercer - H. Houston Merritt - Samuel Freeman Miller - George Minot - Silas Weir Mitchell - Samuel Latham Mitchill - Elizabeth Morgan - 

## N
John Nelson (zdravnik) - Nicholas J. Vogelzang - Jerri Nielsen - 

## O
Ossian Sweet - 

## P
Henry Pancoast - David Perlmutter - Nicholas Perricone - Matija Peterlin - Philip Syng Physick - Stanley Plotkin - Joel Roberts Poinsett - Tom Price (ameriški politik) - Mary Corinna Putnam Jacobi -

## R
David Rall - Dickinson W. Richards - Geraldine Richter - Victor Robinson - Theodore Isaac Rubin - Benjamin Rush - 

## S
Florence R. Sabin - Arthur M. Sackler - Peter Safar - James Salisbury - David Satcher - Samuel Shem - Barnett Slepian - Theobald Smith - William Kennedy Smith - Benjamin Spock - Jill Stein - Alice Bunker Stockham - 

## T
Debi Thomas - E. Donnall Thomas - Francis Townsend - 

## V
Arthur Vidrine - Jerry Vlasak - 

## W
Roy Walford - Mary Edwards Walker - Joseph Warren - George Weaver - Andrew Weil - Allen Whipple - Paul Dudley White - Robert J. White - Alexander S. Wiener - Anna Wessels Williams - Caspar Wistar (zdravnik) - John Travers Wood - Leonard Wood - John Maynard Woodworth - Victoria Wells Wulsin -

## Z
Elias Zerhouni - Gordon Zubrod - 